# 石桥镇 (达州市)
石桥镇，是中华人民共和国四川省达州市达川区下辖的一个乡镇级行政单位。2019年12月，撤销香隆乡、沿河乡、永进乡、洛车乡和道让乡，将原香隆乡、原沿河乡、原永进乡、原洛车乡和原道让乡所属行政区域划归石桥镇管辖。

## 行政区划
石桥镇下辖以下地区：
后街社区、红卫社区、梁子社区、花市社区、列宁社区、姚家坪村、板凳垭村、麻油沟村、茅坪村、新场村、四方井村、桥梁村、东升村、农丰村、赖巴石村、鲁家坪村、复兴村、威武寨村、双堰村、百胜村、柳池村、冯家庙村、八一村、天棚寨村和任家山村。

## 中国传统村落
2013年8月，鲁家坪村被评为第二批中国传统村落。